# Pandoravenator
Pandoravenator – wymarły rodzaj dinozaura, teropoda z grupy tetanurów.
Skamieniałości dinozaura odnaleziono w Argentynie, w prowincji Chubut. Kości znajdowały się pośród skał formacji Cañadón Calcáreo, którą datuje się na jurę późną: na oksford-tyton. Dostarczyła ona wcześniej nauce skamieniałości innych dinozaurów, zwłaszcza zauropodów. Nowe znalezisko obejmowało pozostałości szkieletu pozaczaszkowego. Do ich cech charakterystycznych autorzy zaliczyli wydłużone wyrostki stawowe tylne postzygapophyses kręgów ogonowych, jak również, jak to określili, niezwykłą budowę stawu skokowego. Na dalszym końcu kości skokowej znaleźli bowiem dwa guzki oraz bardzo długi wyrostek, wznoszący się do góry i nieco przechylony ku bokowi. Pomiędzy nimi przebiegał szew kostny, który Rauhut i Pol uznają za dowód odrębnych centrów kostnienia. Ogólnie mówiąc, anatomia stawu skokowego nowego taksonu wykazuje cechy pośrednie pomiędzy pierwotnymi teropodami a bardziej zaawansowanymi ewolucyjnie tetanurami. Cechy szkieletu pozwoliły zaliczyć zwierzę do teropodów, co czyni z Pandoravenator pierwszego późnojurajskiego teropoda znalezionego w Argentynie. Zaliczono go dokładniej do teropodów z grupy tetanurów, jednakże autorzy opisu rodzaju nie zaliczyli go do żadnej z podgrup tetanurów, widzieli w nim raczej bazalnego przedstawiciela tego kladu. Tłumaczą, że niekompletność szczątków utrudnia podanie dokładnej pozycji filogenetycznej. Jako miejsce typowe nowego rodzaju Rauhut i Pol wskazali Caja de Pandora i od niego właśnie wywodzą nazwę rodzajową. Jej drugi człon, venator, oznacza w łacinie myśliwego (autorzy błędnie podają, że pochodzi z greki). Takie zakończenie wieńczy również nazwy innych dinozaurów, jak choćby Gobivenator. Epitet gatunkowy jedynego gatunku upamiętnia rodzinę Fernandez, której członkowie zasłużyli się wsparciem udzielanym Museo Paleontológico Egidio Feruglio przez ponad dwie dekady.